# Мілкув (Свентокшиське воєводство)
Мілкув (пол. Miłków) — село в Польщі, у гміні Бодзехув Островецького повіту Свентокшиського воєводства.
Населення — 886 осіб (2011).
У 1975-1998 роках село належало до Келецького воєводства.

## Демографія
Демографічна структура на день 31 березня 2011 року:
|          | Загалом | Допрацездатний вік | Працездатний вік | Постпрацездатний вік |
| -------- | ------- | ------------------ | ---------------- | -------------------- |
| Чоловіки | 444     | 94                 | 291              | 59                   |
| Жінки    | 442     | 76                 | 250              | 116                  |
| Разом    | 886     | 170                | 541              | 175                  |